# Astrid Griesbach
Astrid Griesbach (* 1956 in Meiningen) ist eine deutsche Theaterregisseurin.

## Leben
Astrid Griesbach studierte von 1977 bis 1979 Germanistik und Slawistik in Erfurt. Von 1980 bis 1983 Ausbildung zur Puppenspielerin an der Hochschule für Schauspielkunst „Ernst Busch“ Berlin. Ihr erstes Engagement als Puppenspielerin hatte sie in Gera bis ins Jahr 1987. Danach Regiestudium an der HfS „Ernst Busch“, Hospitanzen bei Frank Castorf, Heiner Müller, Robert Wilson, Ruth Berghaus und Benno Besson.

## Werk
Künstlerisch sieht sie sich dem Volkstheater, der Commedia dell’arte und dem Grand Guignol verpflichtet. Im Zentrum ihrer Inszenierungen stehen volkstümliche Archetypen des Puppentheaters. Es sind dies Narren oder Buffone, die die Handlung aus einer respektlosen und amoralischen Sicht betrachten und kommentieren. In ihrer Arbeit geht es weniger um die Auseinandersetzung mit einem konkreten Text als um das „Umspülen“ eines Themas.

## Auswahl Theaterproduktionen
- Kirschgarten nach Anton Pawlowitsch Tschechow, Theater des Lachens/Frankfurt (Oder), 1995

Bühne: Anja Ducklau, Kostüme: Claudia Naumann, Spiel: Kathleen Gallego Zapata, Lisa Tillmann, Thomas Jahn, Ralf Bockholdt
- Dantons Tod nach Georg Büchner, Theater des Lachens/Frankfurt (Oder) in Koproduktion mit dem Theater unterm Dach Berlin, 1997

Ausstattung: Marianne Hollenstein, Maske: Monika Grass. Spiel: Frank Panhans, Frank Bockholdt, Thomas Jahn
- Macbeth nach William Shakespeare, Theater des Lachens/Berlin in Koproduktion mit dem Theater unterm Dach Berlin, und Schaubude/Berlin, 1998

Ausstattung: Marianne Hollenstein, Maske: Monika Grass, Musik: Twana Rhodes, Paul Brody, Spiel: Esther Esche, Ralf Bockholdt, Thomas Jahn, Richard Heidinger, Jakob E. G. Kraze
- Nathan im Untergrund nach Gotthold Ephraim Lessing, Theater des Lachens/Berlin in Koproduktion mit den Berliner Festspielen und Sophiensaelen/Berlin, 1999

Dramaturgie: Andreas Poppe, Ausstattung: Marianne Hollenstein, Maske: Monika Grass, Lichtdesign: Peter Müller, Spiel: Beate Fischer, Ralf Bockhold, Thomas Jahn, Frank Panhans, Theo Vadersen
- Antigone nach Sophokles, Theater des Lachens/Berlin in Koproduktion mit den Theater unterm Dach Berlin und Die Theater Wien, 2000:

Ausstattung: Birgit Schöne, Maske: Helen Laitzsch, Choreografie: Dominique Efstratiou, Spiel: Frank Panhans, Ralf Bockholdt, Thomas Jahn
- Don Quixote nach Miguel de Cervantes, Theater des Lachens Berlin in Koproduktion mit dem Kleist Forum in Frankfurt (Oder), Die Theater/Wien, Sophiensaelen/Berlin, 2001

Ausstattung: Michael Walter, Dramaturgie: Christine Boyde, Choreografie: Dominique Efstratiou, Maske: Helen Laitzsch, Produktion: Amelie Deuflhard/Marion Baumgartner (Sophiensaele Berlin), Spiel: Ralf Bockholdt, Thomas Jahn, Frank Panhans, Andreas Liebmann, Renat Safiulin
- lear vor und nach William Shakespeare, Theater des Lachens/Berlin, in Koproduktion mit Materialtheater Stuttgart, Theater Peppermind und FITZ Figurentheaterzentrum/Stuttgart, 2001

Ausstattung: Stefanie Oberhoff, Spiel: Annette Scheibler, Hartmut Liebsch
- Revisor nach Nikolai Gogol, Theater des Lachens/Berlin in Koproduktion mit dem Theater Wismar und Sophiensaele Berlin, 2002

Ausstattung: Michael Walter, Musik: Jürgen Kurz, Maske: Helen Laitzsch, Regieassistenz: Verena Busche, Ausstattungsassistenz: Friederike Sommerfeld, Spiel: Minouche Petrusche, Renat Safiulin, Nicolas Galeazzi, Jan Uplegger, Andreas Liebmann, Tatjana Jakob
- Jeanne d’Arc nach Friedrich Schiller, Theater Junge Generation Dresden, 2002

Ausstattung: Grit Wendicke, Dramaturgie: Felicitas Löwe, Theaterpädagogik: Simone Neubauer, Spiel: Ulrich Wenzke, Babette Kuschel, Tatjana Wehmeyer
- Tristan und Isolde, Theater des Lachens/Berlin in Koproduktion mit dem Theater Wismar, den Sophiensaelen Berlin und dem Kultursommer Rheinland-Pfalz/Mainz, 2002

Ausstattung: Michael Walter, Musik: Jürgen Kurz, Maske: Helen Laitzsch, Regieassistenz: Verena Busche, Spiel: Minouche Petrusch, Jan Uplegger, Hanno Wukasch, Patricia Christmann, Beata Nagy, Agnes Lampkin, Tatjana Jakob
- Der Führer spielt wieder, Theater des Lachens/Berlin in Koproduktion mit den Sophiensaelen Berlin und Theater Wismar, 2003

Ausstattung: Michael Walter, Puppen: Friedericke Sommerfeld, Musik: Jürgen Kurz, Regieassistenz: Verena Busche, Spiel: Jochen Menzel, Pierre Schäfer
- Undine/Hamlet nach William Shakespeare, Theater des Lachens/Berlin in Koproduktion mit dem Theater Wismar, FITZ Figurentheaterzentrum/Stuttgart und den Sophiensaelen Berlin, 2003

Ausstattung: Michael Walter, Musik: Jürgen Kurz, Choreographie: Dominique Efstratiou, Maske: Helen Laitzsch, Dramaturgie: Michael Mans, Lichtdesign: Oliver Gayk, Produktion: Marion Baumgartner, Spiel: Ralf Bolckholdt, Minuche Petrusch, Iduna Hegen, Tatjana Wehmeyer, Tanja Baur
- Terror im Idyll (von Ganghofers schrecklichen Kindern), Theater des Lachens/Berlin, in Koproduktion mit Materialtheater Stuttgart, Theater Peppermind und FITZ Figurentheaterzentrum/Stuttgart, 2004

Ausstattung: Stefanie Oberhoff, Spiel: Annette Scheibler, Hartmut Liebsch
- Troilus und Cressida nach William Shakespeare, Theater des Lachens Berlin in Koproduktion mit dem Toihaus/Theater am Mirabellplatz/Salzburg und dem Theater unterm Dach Berlin, 2004

Ausstattung: Michael Walter, Musik: Jürgen Kurz, Kampftrainer: Ulf Kirschhofer, Spiel: Thomas Beck, Martin Bermoser, Elisabeth Breckner, Dorit Ehlers, Markus Kofler
- Maria Stuart nach Friedrich Schiller, Theater des Lachens Berlin 2004 in Koproduktion mit Sophiensaele Berlin, Kleist Forum Frankfurt (Oder), Theater des Lachens Frankfurt (Oder), dietheater Wien.

Ausstattung: Michael Walter, Makenbau: Friederike Sommerfeld, Körpertraining: Shanti Oyarzabal, Chorleitung: Jürgen Kurz, Maske: Helen Laitzsch, Lichtdesign: Andrè Nowka, Spiel: Ralf Bockholdt, Nicolas Galeazzi, Iduna Hegen, Thomas Jahn, Musiker: Philipp Danzeisen, Omar und Emilio Tamez
- Sommernachtstraum – reorganisiert (Zwei Männer in Betrachtung des Mondes) nach William Shakespeare, Christoph Bochdansky, Figurentheater Wilde & Vogel, FITZ! Zentrum für Figurentheater (Stuttgart), Theater des Lachens Berlin, 2004

Ausstattung/Spiel: Christoph Bochdansky, Michael Vogel, Musik: Charlotte Wilde
- Die Legende vom MANIFEST der Kommunistischen Partei vor/von/nach Karl Marx, dietheater Wien, Kleist Forum Frankfurt (Oder), Theater des Lachens Frankfurt (Oder) und Festival Grenzenlos Kultur Mainz, 2005

Ausstattung: Michael Walter, Ausstattungsassistenz: Friederike Sommerfeld, Musik/Chor: Jürgen Kurz, Regieassistenz: Melika Ramic, Dramaturgie: Andreas Poppe, Körpertraining: Martin Woldan, Produktion: Verena Busche / Busche und Mans, Spiel: André Ebert, Markus Kofler, Julia Kneussel, Mathias Lenz, Johannes Rhomberg, Agnieszka Salamon, Julia Schranz, Verena Busche
- Bamba nach Vittorio De Sicas Filmklassiker „Das Wunder von Mailand“, Ensemble Materialtheater, Stuttgart & Theater des Lachens Berlin

Ausstattung: Stefanie Oberhoff, Musik: Winni Walgenbach, Magische Begleitung: Nils Bennett, Spiel: Sigrun Kilger, Hartmut Liebsch, Alberto Garcia Sanchez, Annette Scheibler
- Liebe und Anarchie nach Lina Wertmüller, Theater des Lachens Berlin, KosmosTheater Wien

Ausstattung: Stefanie Oberhoff, Musikalische Leitung: Winni Walgenbach, Dramaturgie: Andreas Poppe, Produktionsleitung: Verena Busche, Spiel: Martin Bermoser, Markus Kofler, Agnieszka Salamon, Julia Schranz
- Große Vögel, Kleine Vögel nach Pier Paolo Pasolini, Theater des Lachens Berlin / Artgenossenschaft, Theater an der Gumpendorfer Straße Wien

Bühne: Michael Walter, Musikalische Leitung: Jürgen Kurz, Regieassistenz: Thomas Böltken, Produktion: Verena Busche, Spiel: Mathias Lenz, Julia Schranz und Ilka Teichmüller
- Der gestiefelte Kater nach Peter Francesco Marino, Musiktheater im Revier, 2018, Puppenbau: Mario Hohmann, Melanie Sowa, Spiel: Josephine Hock, Gloria Iberl-Thieme, Linda Mattern

- Perô oder die Geheimnisse der Nacht nach Guus Ponsioen, Musiktheater im Revier, 2019, Puppenbau: Grit Wendicke

- The Black Rider: The Casting of the Magic Bullets nach Robert Wilson, Tom Waits und William S. Burroughs, Musiktheater im Revier, 2020, Puppenbau: Atif Mohammed Nor Hussein

- Leonce und Lena nach Georg Büchner mit der Musik von Herbert Grönemeyer, Musiktheater im Revier Puppenbau: Ursula Linke, Lisette Schürer, Spiel: Gloria Iberl-Thieme, Daniel Jeroma, Merten Schroedter, Veronika Thieme, 2022

## Sonstige Tätigkeiten
- 1992–1999 künstlerische Leiterin des „Kleinen Theaters“ Frankfurt (Oder).
- ab 1999 künstlerische Leiterin des „Theater des Lachens Berlin“
- 2001–2003 künstlerische Direktorin am Theater Wismar
- ab 2001 ist sie Mitglied des Theaterbeirats des Kleist-Forums Frankfurt
- ab 2009 Leitungsmitglied von Theater & Philharmonie Thüringen